# 徳島平野

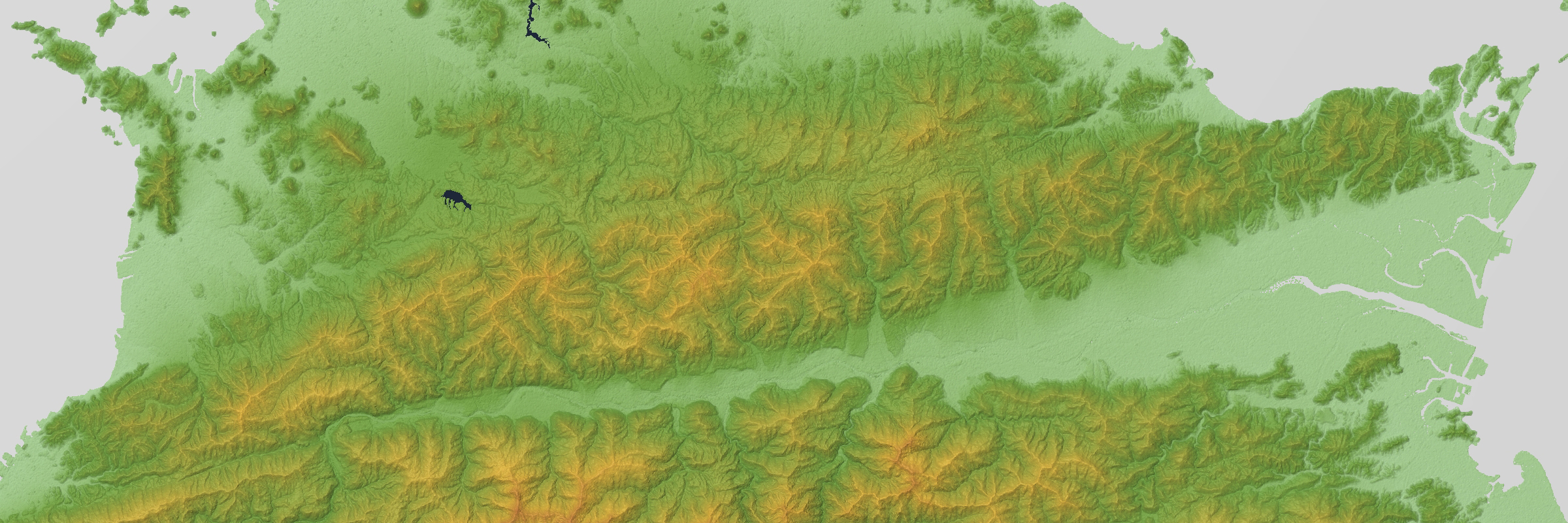
徳島平野と讃岐山脈の地形図

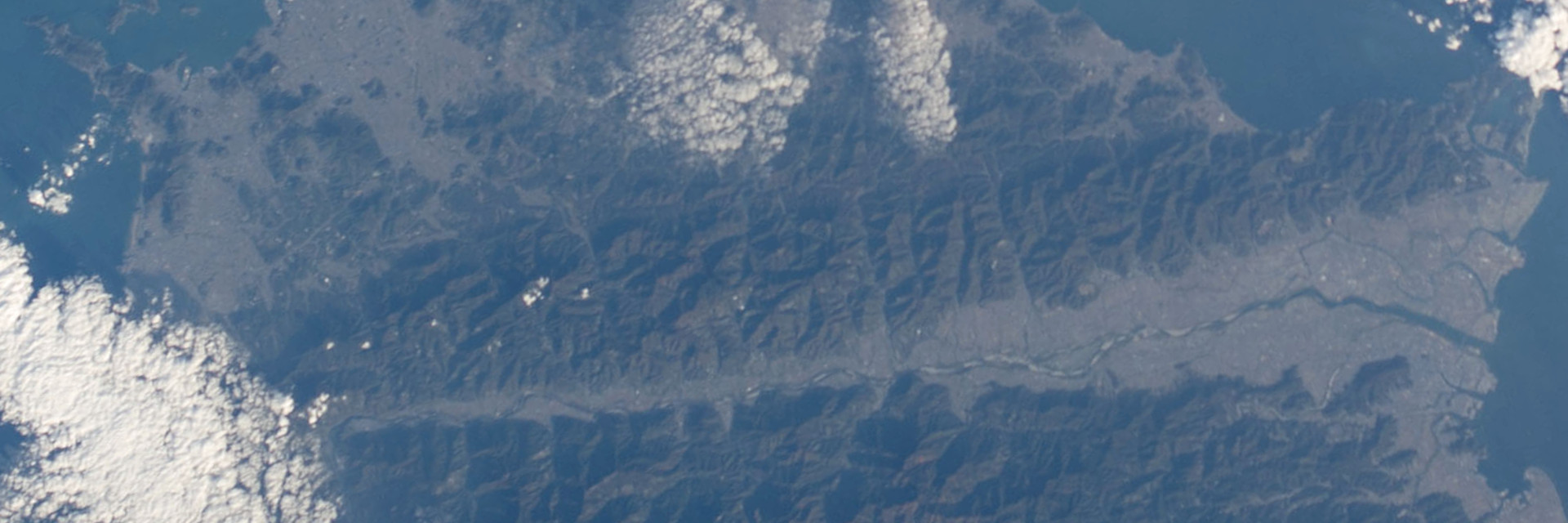
徳島平野と讃岐山脈（国際宇宙ステーションから撮影）

徳島平野（とくしまへいや）は、徳島県北部に広がる平野である。

## 概要
一級河川・吉野川によって形成された沖積平野であり、河口の三角州に徳島市が位置する。
当平野を挟んで阿讃山脈（北側）と四国山地（南側）が対峙しており、北は徳島自動車道及び高松自動車道、南は国道192号、東は紀伊水道に囲まれている。
吉野川の氾濫を防ぐべく治水がこれまで積極的に行われてきた。このため、下水道の整備が後回しにされる傾向が強く、徳島県の下水道普及率は全国ワースト1位となっている。
また徳島平野は農業が盛んであり、前六世紀の縄文時代後期後葉には水田稲作と畑作が行われていたことが、徳島市の庄・蔵本遺跡の出土遺跡で判明している。収穫された農産物は京阪神を中心に出荷される。関西地方における徳島産農産物の市場占有率は極めて高く、その性質は関東地方の北関東と相通ずるものがある。

## 農業
- アイ - 上板町、藍住町
- 枝豆 - 上板町
- コマツナ - 石井町
- サツマイモ - 鳴門市
- トマト - 徳島市
- ナシ - 鳴門市
- ナス - 吉野川市
- ニンジン - 藍住町
- ネギ - 徳島市
- ホウレンソウ - 石井町
- レタス - 阿波市
- レンコン - 鳴門市

## 徳島平野の市町村
- 徳島市
- 鳴門市
- 松茂町
- 北島町
- 藍住町
- 板野町
- 上板町
- 石井町
- 吉野川市
- 阿波市
- 美馬市
- つるぎ町
- 東みよし町
- 三好市